# لي ميلنر
لي ميلنر (بالإنجليزية: Lee Milner)‏ هو لاعب دوري الرغبي بريطاني، ولد في 26 فبراير 1977.